# Подільське слово (1909)
Подільське слово — українська газета. Виходила у місті Тернопіль щоп'ятниці 1909—1912 (1911—1912 — двотижневик) замість часопису «Подільський голос». Видавці: громадський комітет (1909) та Й. Ковальський (1910—1911).
Редактори: П. Чубатий (1909), Й. Ковальський (1910—1911).
Редакція розташовувалася на вул. Міцкевича, 3 в приміщенні «Українбанку».